# メルバン・チェリク
メルバン・チェリク（Mervan Çelik, 1990年5月26日 - ）は、スウェーデン・ヨーテボリ出身の元サッカー選手。両親はトルコ出身のクルド人。現役時代のポジションはFW。

## 経歴

### クラブ
2008年、18歳のときにヨーテボリのクラブGAISでプロデビューを果たし、2011年まで在籍。2012年1月にスコットランドの名門レンジャーズへ移籍したが、直後にレンジャーズが会社更生法の適用申請を行い破産したことで、3月には自らチームを退団した。
その後、古巣GAISに戻った後、2012年7月にイタリアのペスカーラに移籍した。
2013年からはトルコのゲンチレルビルリイ、アクヒサル・ベレディイェスポルを経て、2017年にBKヘッケンに移籍した。

### 代表
U-18、U-19を経て、U-21スウェーデン代表としてプレーしている。A代表選出の経験はないため、両親の出身国トルコ代表としてプレーする権利も有している。